# Cantone di Hérisson
Il Cantone di Hérisson era una divisione amministrativa dell'arrondissement di Montluçon.
A seguito della riforma approvata con decreto del 27 febbraio 2014, che ha avuto attuazione dopo le elezioni dipartimentali del 2015, è stato soppresso.

## Composizione
Comprendeva 17 comuni:
- Audes
- Bizeneuille
- Le Brethon
- Cosne-d'Allier
- Estivareilles
- Givarlais
- Hérisson
- Louroux-Bourbonnais
- Louroux-Hodement
- Maillet
- Nassigny
- Reugny
- Saint-Caprais
- Sauvagny
- Tortezais
- Vallon-en-Sully
- Venas